# Surudi Milli
Surudi Milli (tayiko: Суруди Миллии) es el himno nacional de Tayikistán, adoptado oficialmente en 1994.

## Historia
Cuando Tayikistán se independizó de la Unión Soviética, conservó su himno sin modificaciones. No fue hasta 1994 cuando el himno fue modificado eliminando todas las referencias a Rusia, Lenin y al comunismo. La nueva letra fue escrita por Gulnazar Keldi y la música compuesta por Suleiman Yudakov, conservando la misma melodía del Himno de la RSS de Tayikistán.
La escritura cirílica es el único guion oficial del país y la escritura perso-arábiga no es muy conocida en el país en sí y solo se ofrece como una comparación con el idioma tayiko, ya que es un dialecto persa.
Junto con Bielorrusia, Rusia y Uzbekistán, es de los pocos países que conservan la música del himno que tuvieron cuando pertenecieron a la Unión Soviética.

## Letra

### En tayiko
| Cirílico | Romanización | Persa |
| Диёри арҷманди мо, Ба бахти мо сари азизи ту баланд бод, Саодати ту, давлати ту бегазанд бод. Зи дурии замонаҳо расидаем, Ба зери парчами ту саф кашидаем, кашидаем. Зинда бош, эй Ватан, Тоҷикистони озоди ман! Барои ному нанги мо Ту аз умеди рафтагони мо нишонаӣ, Ту баҳри ворисон ҷаҳони ҷовидонаӣ, Хазон намерасад ба навбаҳори ту, Ки мазраи вафо бувад канори ту, канори ту. Зинда бош, эй Ватан, Тоҷикистони озоди ман! Ту модари ягонаӣ, Бақои ту бувад бақои хонадони мо, Мароми ту бувад мароми ҷисму ҷони мо, Зи ту саодати абад насиби мост, Ту ҳастиву ҳама ҷаҳон ҳабиби мост, ҳабиби мост. Зинда бош, эй Ватан, Тоҷикистони озоди ман! | Diyori arjmandi mo, Ba baĉti mo sarli azizi tu baland bod, Saodati tu, davlati tu begazand bod. Zi duri zamonaho rasidayem, Ba zer-i paršam-i tu saf kašidayem, kašidayem. Zinda bo, ey Vatan, Tojikistoni ozodi man! Baroi nomu nangi mo Tu az umedi raftagoni mo nišonaí, Tu bahri vorison yahonui yovidona-í, Ĉazon namerasad ba navbahori tu, Ki mazrai vafo buvad kanori tu, kanori tu. Zinda boš ey Vatan, Tojikistoni ozodi man! Tu modari Yagonaí, Baqoi tu buvad baqoi Ĉonadoni mo, Marommi tu buvad maromi jism-u jon-i mo, Zi tu saodati abad nasibi most, Tu hasti-vu hama jahon habibii most, habibi most. Zinda boš, ey Vatan, Tojikistoni ozodi man! | دیار ارجمند ما به بخت ما سر عزیز تو بلند باد سعادت تو، دولت تو بی‌گزند باد ز دوری زمانه‌ها رسیده‌ام به زیر پرچم تو صف كشیده‌ام كشیده‌ام زنده باش، ای وطن تاجیكستان آزاد من برای نام و ننگ ما تو از امید رفتگان ما نشانه‌ای تو بهر وارثان جهان جاودانه‌ای خزان نمی‌رسد به نوبهار تو كه مزرع وفا بود كنار تو كنار تو زنده باش، ای وطن تاجیكستان آزاد من تو مادر یگانه‌ای به كوی تو بود بهای خاندان ما مرام تو بود مرام جسم و جان ما ز تو سعادت ابد نصیب ماست تو هستی و همه جهان حبیب ماست حبیب ماست زنده باش، ای وطن تاجیكستان آزاد من |

### Traducción
Nuestra amada Patria,

Estamos felices de ver tu orgullo.

Que tu felicidad y prosperidad 
perduren por siempre.

Hemos llegado a este día desde tiempos remotos,

Permanecemos bajo tu bandera, bajo tu bandera.

Viva mi Patria,

¡Mi Tayikistán libre!

Eres un símbolo de la esperanza de nuestros ancestros, 

Nuestro honor y dignidad,

Eres un mundo eterno para tus hijos,

Tu primavera nunca acabará,

Permanecemos leales a ti, leales a ti.

Viva mi Patria,

¡Mi Tayikistán libre!

Eres una madre para todos nosotros,

Tu futuro es nuestro futuro,

Tu esencia es la esencia de nuestras almas y cuerpos,

Nos das alegría eterna,

Por ti, amamos al mundo, amamos al mundo.

Viva mi Patria,

¡Mi Tayikistán libre!

## Link
- Tádzsikisztán magyar honlapja - Vocal, instrumental, and soviet version of the Anthem with the current lyrics, featured in Némethy András (Arisztid) "Tádzsikisztán magyar honlapja" website.

- Datos: Q191802
- Multimedia: National anthems of Tajikistan / Q191802